# Melanothrix baletana
Melanothrix baletana är en fjärilsart som beskrevs av Schultze 1925. Melanothrix baletana ingår i släktet Melanothrix och familjen Eupterotidae. Inga underarter finns listade i Catalogue of Life.